# B.F. Skinner
Burrhus Frederic Skinner, ofta omnämnd som B.F. Skinner, född 20 mars 1904 i Susquehanna i Susquehanna County, Pennsylvania, död 18 augusti 1990 i Cambridge, Massachusetts, var en amerikansk psykolog och författare. Han är känd för sitt banbrytande arbete inom experimentell psykologi och för att ha förespråkat behaviorism, en psykologisk inriktning som anser att man bör förstå beteende som en funktion av tidigare förstärkningar i omgivningen. Han skrev också ett antal kontroversiella böcker där han förespråkade utbredd användning av beteendemodifikationstekniker (huvudsakligen operant betingning) för att förbättra samhället och göra mänskligheten lyckligare. Mycket av Skinners forskning har varit grundläggande för senare utveckling av KBT och beteendeterapi för barn med autism (IBT).

## Biografi
Skinner föddes på den amerikanska landsbygden, i Susquehanna, Pennsylvania. Med målet att bli författare började han på Hamilton College i New York, och tog 1926 sin Bachelor of Arts-examen i engelsk litteratur. Efter examen ägnade han ett år i Greenwich Village åt sin karriär som skönlitterär författare, men blev snart desillusionerad över sina litterära förmågor. Han kom fram till att han hade för lite livserfarenhet, och saknade ett tydligt personligt perspektiv att skriva utifrån. Under denna tid, som han senare kom att kalla "det mörka året" ("the dark year") ramlade han över ett exemplar av Bertrand Russells Philosophy, i vilken Russell beskriver psykologen John B. Watsons behavioristiska filosofi. Skinner hade vid denna tid börjat intressera sig för hur människor i hans omgivning betedde sig, och en del av hans noveller hade haft en "psykologisk" vinkel. Han bestämde sig för att avsluta sina författarambitioner och sökte en plats som doktorand i psykologi vid Harvard University, som vid den tiden inte var en ansedd institution inom det ämnet.
Skinner fick sin doktorsexamen från Harvard 1931 och stannade kvar vid institutionen som forskare fram till 1936. Han undervisade sedan vid University of Minnesota i Minneapolis och senare vid Indiana University Bloomington, för att sedan återvända till Harvard som professor 1948. Där stannade han resten av sin karriär.
Skinner fick ett antal priser under sin livstid. Han fick National Medal of Science av president Lyndon B. Johnson 1968, American Psychological Foundations guldmedalj 1971, och 1972 Humanist of the Year Award av American Humanist Association (medlem av IHEU). Bara åtta dagar före sin död så blev han tilldelad den första Citation for Outstanding Lifetime Contribution to Psychology av American Psychological Association (, detta stycke).

## Behaviorism
Skinner var den huvudsakliga upphovsmannen till den filosofi som kom att kallas radikal behaviorism. Hans arbete var grundläggande för utvecklingen av tillämpad beteendeanalys, en gren inom psykologin som försöker utveckla ett generellt ramverk för människors och djurs beteende, baserat på inlärningsprinciper. Han bedrev forskning på tekniken att forma beteende med hjälp av positiv och negativ förstärkning och utvecklade därmed operant betingning, att jämföras med den klassiska betingning som Ivan Pavlov upptäckte.
Skinner förespråkade inte bestraffning. Hans forskning pekade på att bestraffning var ett ineffektivt sätt att kontrollera beteende. Det verkade i allmänhet leda till beteendeförändring på kort sikt, men mest blev resultatet att subjektet började undvika det bestraffande stimulit, i stället för att undvika det beteende som gav upphov till bestraffning. Ett exempel på detta är att fängelse inte tar bort kriminellt beteende. Om fängelse (som ett bestraffande stimulus) skulle vara ett effektivt sätt att förändra beteende, så skulle det inte finnas någon kriminalitet, på grund av risken att åka fast. I stället fortsätter brottslingar att begå brott, men blir bättre på att undvika att åka fast, och därmed undvika bestraffningen. I stället är förstärkning (både positiv och negativ, där den sistnämnda ibland blandas ihop med bestraffning) ett mer effektivt sätt att åstadkomma beteendeförändring.

## Vidskeplighet hos duvor
Ett av Skinners mest berömda och intressanta experiment undersökte hur vidskeplighet bildas i duvan, ett av hans favoritdjur att utföra experiment på. Skinner placerade ett antal hungriga duvor i var sin bur. Till dessa burar anslöts en anordning som portionerade ut mat till duvan vid regelbundna intervall, utan någon som helst koppling till fågelns beteende. De beteenden som fågeln händelsevis höll på med då mat delades ut blev då förstärkta, så att den fortsatte med dessa handlingar.
| ” | En fågel blev betingad att vända sig om moturs i buren, två eller tre vändningar mellan varje förstärkning. En annan kastade sitt huvud upprepade gånger mot ett av burens övre hörn. En tredje verkade försöka placera sitt huvud under en osynlig spak, och lyfta den. Två fåglar utvecklade en pendelrörelse där huvudet sträcktes framåt och svängde snabbt från höger till vänster, för att sedan återvända långsamt. | „ |

Experimenten kan sägas påvisa en slags vidskepelse. Fåglarna beter sig som om det fanns ett orsakssamband mellan deras beteende och utdelningen av mat, något som inte finns. Detta kan liknas vid en del mänskligt beteende, som till exempel ritualer för att få bättre lycka vid tärningsslag. Ett fåtal slumpmässigt uppkomna kopplingar mellan ritualen och fördelaktiga konsekvenser räcker för att etablera och bevara beteendet, trots att det många gånger inte lett till någon förstärkning. (samma referens)

## Social ingenjörskonst
Många känner till Skinner på grund av hans kontroversiella böcker Walden två och Bortom frihet och värdighet. Walden två beskriver ett besök hos ett påhittat utopiskt kollektiv i 1940-talets USA, där produktiviteten och medborgarnas välbefinnande är mycket högre än i världen utanför, eftersom de använder vetenskaplig social planering och operant betingning i uppfostran av barnen. I likhet med Henry David Thoreaus bok Walden förespråkas en livsstil som inte förespråkar tävlingar, sociala stridigheter och krig, utan uppmuntrar en livsstil med minimal konsumtion, rika sociala förhållanden, personlig lycka och tillfredsställande arbete och fritid.
I Bortom frihet och värdighet förde Skinner fram tesen att koncept som fri vilja och mänsklig värdighet (med vilket han avsåg tron på individens autonomi) står i vägen för en större mänsklig lycka och produktivitet. Skinner var emot förtryck och dåliga regeringar, men menade att frihetsförespråkarna gick så långt i sitt vurmande för den "fria människan" att de förnekade orsakssamband i mänskliga handlingar. På så sätt var frihetsförespråkarna det vetenskapliga synsättets fiender.
Med värdighet avsågs det att ge individer äran för sina handlingar. Skinner hade ett deterministiskt synsätt, och menade att en människas handlingar var ett resultat av dennes genetik och miljö.

## Rykten
En ofta upprepad historia gör gällande att Skinner utförde experiment på människor genom att uppfostra sin dotter Deborah i en Skinner-box, vilket skulle ha lett till livslång mental sjukdom och bittert hat hos Deborah mot sin far.
Skinners babysäng, som har kallats the Heir Conditioner, var i själva verket tempererad, hade filtrerad luft och mycket plats att gå omkring i. Den var lite som ett miniatyrhem, och dess designmål var att öka barnets trivsel, minska sjukdom och göra barnet mindre benäget att gråta. Enligt Skinners rapporter uppnåddes dessa mål över förväntan.
Psykologen och författaren Lauren Slater skrev 2004 en bok vid namn Opening Skinner's Box, vilken nämner påståenden om att Deborah försökte stämma sin far för misshandel, men misslyckades och begick självmord. Boken gick sedan genast vidare till att påpeka att verkligheten förhöll sig annorlunda.  Åtminstone en recensent missförstod dock boken, och påstod att boken gjorde dessa påståenden. Som svar på detta gick Deborah Skinner själv ut och dementerade historien såsom varande inget mer än en vandringssägen, och intygade sin egen existens. Hon gick till angrepp mot Lauren Slater för att ha upprepat detta rykte, troligen utifrån någon annans beskrivning av bokens innehåll. Deborahs fulla text, "I was not a lab rat" ("jag var inget försöksdjur"), publicerades i The Guardian 12 mars 2004.

## Politiska åsikter
Skinner framförde i sina politiska skrivelser ett hopp till en beteendets teknologi. Han menade att mänsklighetens problem inte kunde lösas genom fortsatt utveckling av fysisk teknologi, som atombomben, utan att en motsvarande utveckling av beteendets teknologi sker. Ett av Skinners uttalade mål var att hindra mänskligheten från att utrota sig själv.
Skinner har ibland anklagats för att uttrycka totalitära åsikter på grund av sina idéer om samhällsdesign och determinism, bland annat i den skönlitterära boken Walden två, en beskrivning av ett fiktivt utopiskt samhälle grundat på inlärningsteoretiska principer. Skinner menade att allt beteende i grunden är determinerat av miljön.

## Verk
- The Behavior of Organisms: An Experimental Analysis. 1938. ISBN 1-58390-007-1, ISBN 0-87411-487-X
- Walden Two. 1948. ISBN 0-02-411510-X
- Science and Human Behavior. 1953. ISBN 0-02-929040-6
- with C. B. Ferster (1957). Schedules of Reinforcement. ISBN 0-13-792309-0
- Verbal Behavior. 1957. ISBN 1-58390-021-7
- med James G. Holland (1961). The Analysis of Behavior: A Program for Self Instruction. ISBN 0-07-029565-4 Denna självhjälpsbok finns ej längre i tryck, men B.F. Skinner Foundations webbsida har en interaktiv version.
- The Technology of Teaching. 1968
- Contingencies of Reinforcement: A Theoretical Analysis. 1969. ISBN 0-390-81280-3
- Bortom frihet och värdighet. 1971. ISBN 0-394-42555-3
- About Behaviorism. 1974. ISBN 0-394-49201-3
- Particulars of My Life: Part One of an Autobiography. 1976. ISBN 0-394-40071-2
- Reflections on Behaviorism and Society. 1978. ISBN 0-13-770057-1
- The Shaping of a Behaviorist: Part Two of an Autobiography. 1979. ISBN 0-394-50581-6
- edited by Robert Epstein (1980). Notebooks. ISBN 0-13-624106-9
- edited by R. Epstein (1982). Skinner for the Classroom. ISBN 0-87822-261-8
- with M. E. Vaughan (1983). Enjoy Old Age: A Program of Self-Management
- A Matter of Consequences: Part Three of an Autobiography. 1983. ISBN 0-394-53226-0, ISBN 0-8147-7845-3
- Upon Further Reflection. 1987. ISBN 0-13-938986-5
- Recent Issues in the Analysis of Behavior. 1989. ISBN 0-675-20674-X
- Cumulative Record: A Selection of Papers. 1959. ISBN 0-87411-969-3 (häftad) Även utgiven 1961, 1972 och 1999 som Cumulative Record: Definitive Edition. Den här boken innehåller den ursprungliga beskrivningen av den ofta felrepresenterade "Baby in a box"-apparaten.